# Athylia fuscostictica
Athylia fuscostictica är en skalbaggsart som först beskrevs av Stefan von Breuning och De Jong 1941.  Athylia fuscostictica ingår i släktet Athylia och familjen långhorningar.
Artens utbredningsområde är Filippinerna. Inga underarter finns listade.